# Michael Semff
Michael Semff (* 19. Januar 1950 in Bad Tölz) ist ein deutscher Kunsthistoriker.

## Leben
Nach dem Studium der Kunstgeschichte, Klassischen Archäologie und Musikwissenschaften an der Universität München wurde er 1977 mit einer Arbeit über mittelalterliche Skulptur bei dem damaligen Direktor des Bayerischen Nationalmuseums in München, Theodor Müller, promoviert. Ein Volontariat bei den Staatlichen Museen in Bayern schloss sich dem an. Danach arbeitete er 1980 bis 1983 als Stipendiat und Assistent am Kunsthistorischen Institut in Florenz zur Geschichte der mittelalterlichen Skulptur in Italien. 1984 wurde Semff Referent für die italienischen Zeichnungen an der Graphischen Sammlung der Staatsgalerie Stuttgart und wechselte zum 1. Februar 1992 als Oberkonservator an die Staatlichen Graphischen Sammlung München in das Ressort für die Kunst des 20. Jahrhunderts. Vom 1. September 2000 bis zum Eintritt in den Ruhestand Ende Mai 2015 war er Direktor dieses Instituts. In seiner Amtszeit erhielt die Graphische Sammlung 2002 in der Pinakothek der Moderne erstmals seit dem Zweiten Weltkrieg wieder eigene Ausstellungsräume.
Semff lebt in München und ist mit der Grafikdesignerin und Verlegerin Caroline Sieveking verheiratet, mit der er zwei Söhne hat.

## Werk
Neben seiner Arbeit zur mittelalterlichen Skulptur interessierte sich Semff von Beginn an für die zeitgenössische Kunst. Schon während eines Wienaufenthalts im Rahmen des Studiums lernte er die Bildhauer Joannis Avramidis und Fritz Wotruba kennen. Intensive Freundschaft verband ihn auch mit dem Maler und Zeichner Rudolf Schoofs. Während seiner Tätigkeit an der Staatlichen Graphischen Sammlung München organisierte er zahlreiche Ausstellung und Kataloge von Édouard Vuillard bis Georg Baselitz. Ein Schwerpunkt seiner Arbeit widmet sich der US-amerikanischen Kunst nach 1945 von Philip Guston bis Terry Winters.

## Publikationen (Auswahl)
- Studien zur romanischen Holzskulptur in den östlichen Alpenländern, Dissertation Universität München 1976.
  - Teildruck als: Die Triumphkreuzgruppe im Dom zu Seckau. In: Wiener Jahrbuch für Kunstgeschichte 30/31, 1977/78, S. 47–88 und Die Holzreliefs der Türen des Gurker Westportals. In: Österreichische Zeitschrift für Kunst und Denkmalspflege 33, 1979, S. 1–16.
- Charles Despiau. Zeichnungen. Katalog Staatliche Graphische Sammlung München. München 1998.
- Joannis Avramidis. Skulpturen und Zeichnungen. Katalog Staatliche Graphische Sammlung München. München 2005.
- mit Kurt Zeitler (Hrsg.): Künstler zeichnen – Sammler stiften. 250 Jahre Staatliche Graphische Sammlung München. Hatje Cantz, Ostfildern 2008, ISBN 978-3-7757-2179-0.
- Al Taylor Prints. Catalogue Raisonné. Hatje Cantz, Ostfildern-Ruit 2013.